# Costa de' Nobili
Costa de' Nobili (La Costa in dialetto pavese) è un comune italiano di 355 abitanti della provincia di Pavia in Lombardia. Il comune è posto a sinistra del fiume Olona, 21 km a sud-est di Pavia.

## Storia
Dal XV secolo faceva parte del Vicariato di Belgioioso, infeudato dal 1475 agli Estensi e dal 1757 ai principi Barbiano di Belgioioso. Era compreso nella Campagna Sottana pavese. Si chiamava Costa San Zenone, e assunse il nome attuale nel 1863.

### Simboli
Lo stemma e il gonfalone del comune di Costa de' Nobili sono stati approvati con delibera del consiglio comunale del 14 aprile 1980 e concessi con decreto del presidente della Repubblica del 5 novembre 1981.
campo. Ornamenti esteriori da Comune.»
Il gonfalone è un drappo partito di giallo e di rosso.

## Società

### Evoluzione demografica
Abitanti censiti